# Kig
Kig (KDE Interactive Geometry) è un'applicazione libera di geometria interattiva per KDE.
Kig permette di costruire in modo interattivo gli oggetti della geometria euclidea. Gli oggetti utilizzabili comprendono dai semplici punti, rette e segmenti fino a coniche, cubiche e luoghi. È possibile costruire anche elementi di geometria differenziale (ad esempio le evolute), verificare determinate proprietà grazie a test (di parallelismo, di appartenenza di un punto ad un poligono), e trasformare gli oggetti costruiti.

## Estendere Kig
Le funzionalità di Kig possono essere estese in due modi:
- per mezzo di macro, che possono essere salvate su file e caricate da file
- grazie script scritti in linguaggio Python, che generano un oggetto per volta a partire da oggetti passati come parametri allo script stesso